# 普里维特内 (乔尔诺拜市镇)
49°48′19″N 32°25′6″E / 49.80528°N 32.41833°E
普里維特內（烏克蘭語：Привітне）是位於烏克蘭中部的鄉村居民點，由切爾卡瑟州佐洛托諾沙區的喬爾諾拜市鎮負責管轄。該鄉處於伊爾克利河畔，該城鎮海拔高度116米。